# أمنمحات الأول
أمنمحات الأول (باللغة المصرية في الدولة الوسطى: إمن-م-حات) وأطلقت عليه الحضارة الهيلينية اسم أمنمس، هو أول ملوك الأسرة الثانية عشرة التي تُعتبر العصر الذهبي للدولة الوسطى بمصر. وحكم في الفترة من 1991 ق.م إلى 1962 ق.م (1939 ق.م إلى 1910 ق.م).
ربما كان أمنمحات الأول هو نفسه الوزير المدعو أمنمحات، الذي قاد حملة إلى وادي الحمامات تحت إمرة سلفه منتوحتب الرابع. وربما أطاح أمنمحات الأول بمنتوحتب الرابع من على راس السلطة في مصر. ولذلك يختلف العلماء فيما إذا كان أمنمحات الأول قد قام بقتل منتوحتب الرابع من عدمه، إلا أنه لا توجد أدلة مستقلة تدعم هذه القضية، وربما كانت هناك فترة حكم مشترك تفصل بين عهديهما.
بدأ به عهد الأسرة الثانية عشرة. قام بتنظيم الحكومة والحد من سلطة النبلاء وازدهرت مصر في عهده. وقد واجه مشاكل كثيرة في بداية حكمه واضطر إلى أن يُقنع الشعب باللين تارة وبالقوة تارة. وقضى أمنمحات الأول على غارات الليبيين والآسيويين. وحَكَمَ آخر عشر سنوات من حكمه بالاشتراك مع ابنه سنوسرت الأول.
لم يكن أمنمحات الأول من السلالة الملكية، ولذلك غالباً ما تُعتبر محاولات تأليف بعض الأعمال الأدبية (مثل نبوءة نفرتي، ووصايا أمنمحات)، والعودة في العمارة إلى طراز المجمعات الهرمية التي إشتهر بها حكام الأسرة السادسة هي محاولات لإضفاء الشرعية على حكمه. ولقد قام أمنمحات الأول بنقل العاصمة من طيبة إلى إيثت-تاوي، وتم دفنه في اللشت.
وطد أمنمحات الأول نفوذ حكمه على حكام الأقاليم عن طريق عزل أي حاكم لا يطيع أوامره، واستطاع حكم مصر هو وابنه سنوسرت الأول وحفيدة أمنمحات الثاني وابن حفيده سنوسرت الثاني، وكانوا من الملوك العظماء الذين ازدهرت في عهدهم البلاد المصرية وعمها الرخاء. فقد اهتم الملك سنوسرت الثاني بالزراعة وأقام السدود في منطقة الفيوم لحجز مياه الفيضان واستغلالها خلال أشهر الجفاف. كما عمل ملوك تلك الأسرة على تأمين مصر من هجمات الليبيين والأسيويين. وامتد نفوذهم إلى حدود وادي حلفا. إلا إنه قد حدثت مشكلة في عهد الملك أمنمحات الأول بخصوص القائد سنوحي الذي أصبحت أسطورة فيما بعد.

## بداية العهد
تشير بعض الأدلة إلى أن بداية عهد أمنمحات الأول قد عانت من الفوضى السياسية، وذلك وفقاً لما أشارت إليه نقوش الحاكم المحلي نحري. كما كانت هناك بعض المعارك البحرية التي شارك فيها خنوم-حتب الأول رفيق أمنمحات الأول وساعده في تحقيق الإنتصار. وبعدها تم تنصيبه حاكماً محلياً هاماً على منطقة بني حسن، وأسس سلالة من الحكام المحليين هناك، فكان حفيده هو خنوم-حتب الثالث.
كما أيضاً قد تم ذكر الحملات العسكرية ضد الأسيويين والنوبيين في نقوش خنوم-حتب.

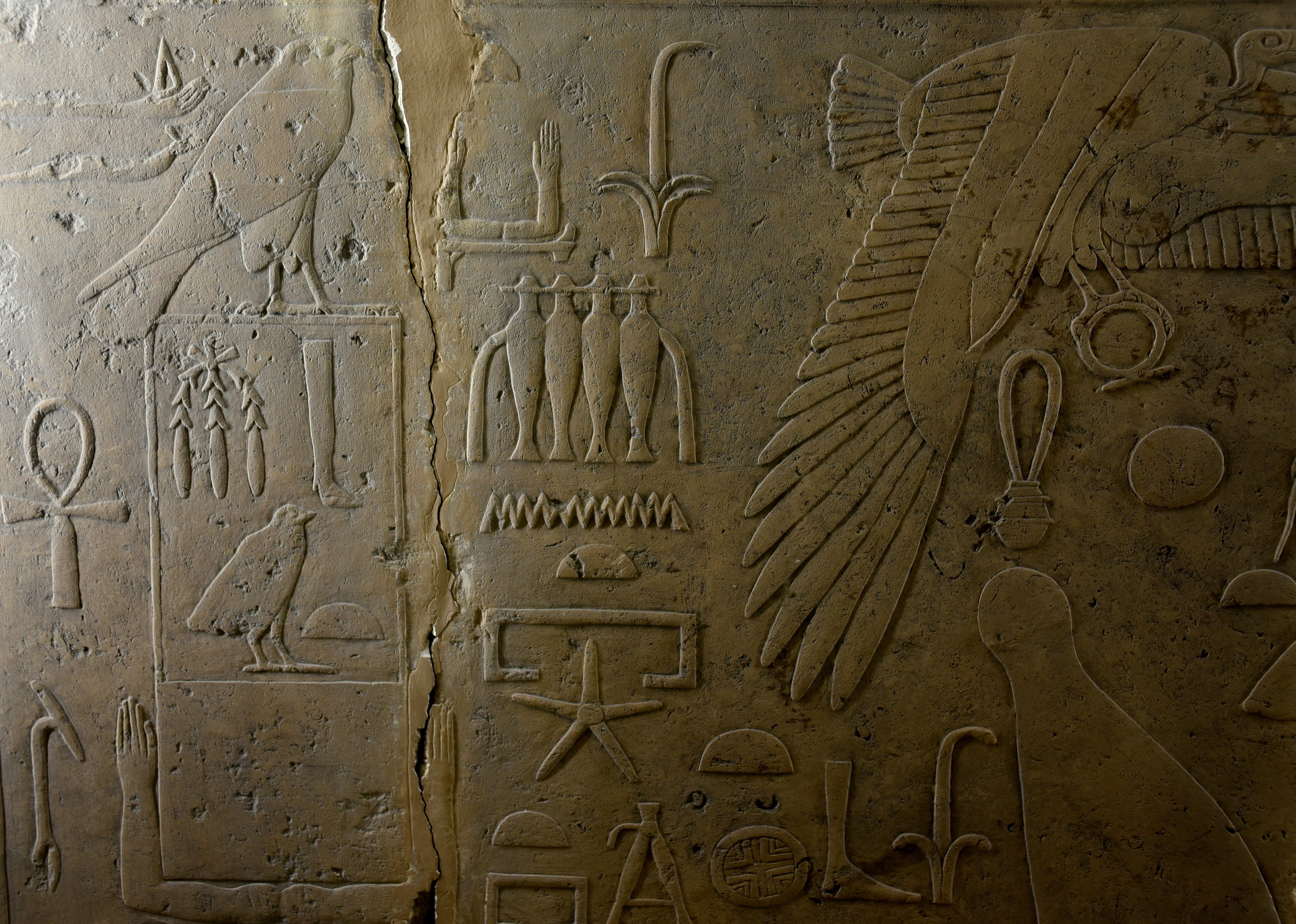
اللقب الحوري داخل "سرخ" للملك أمنمحات الأول، مبين على تفاصيل كتلة جدار مصنوع من الحجر الجيري تم العثور عليه في قفط.

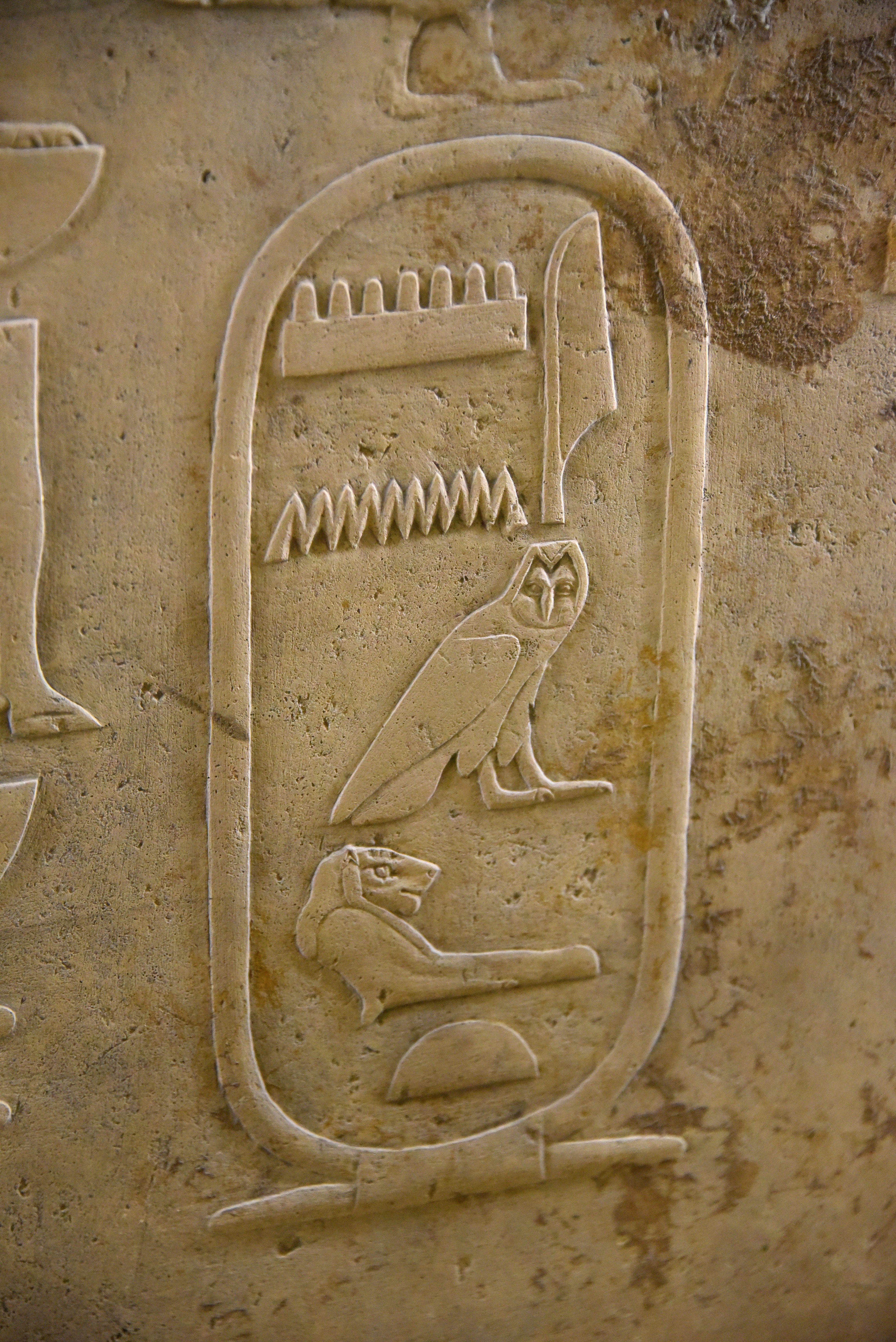
خرطوش لقب ميلاد الملك أمنمحات الأول، مبين على تفاصيل كتلة جدار مصنوع من الحجر الجيري تم العثور عليه في قفط.

## الاسم
إرتبط اسم أمنمحات الأول بواحدة من إثنين لا غير من «السبايت» أو «التعاليم» الأخلاقية المنسوبة إلى الحكام المصريين، وهي تعاليم معروفة تحت عنوان «وصايا أمنمحات»، وذلك على الرغم من الإعتقاد حالياً وبشكل عام أن أحد الكتاب قد قام بتأليفها بتوصية من الملك.
إن اللقب الحوري لأمنمحات الأول هو «وحم-مسو»، والذي يعني النهضة أو الإحياء، وذلك تلميحاً بعصر الدولة القديمة التي نماذجها وأيقوناتها الثقافية (مثل المعابد الهرمية والأفكار الفنية المتعلقة بالدولة القديمة) قد قد قام بمحاكاتها ملوك الأسرة الثانية عشر بعد نهاية الفترة الإنتقالية الأولى. كما تم الترويج لعبادة الملك خلال هذه الفترة التي شهدت عودة هادئة إلى حكومة أكثر مركزية من سابقتها.

## الديوان الملكي

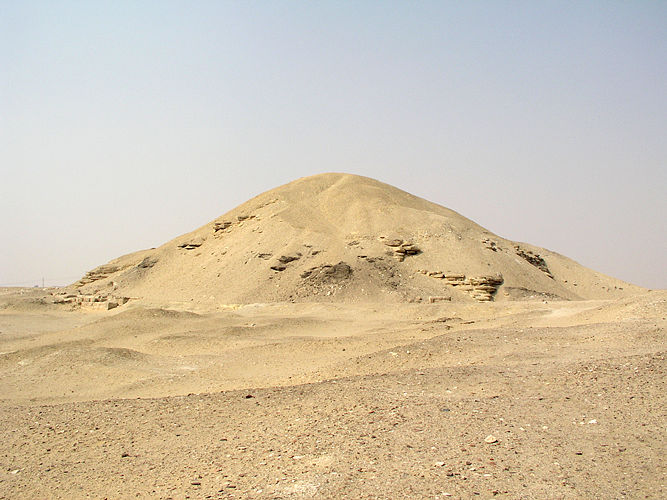
أطلال هرم أمنمحات الأول باللشت

كان لبي هو الوزير الملكي في بداية العهد، وفي نهايته شغل هذا المنصب إنتف-إقر. ويمكن التعرف علي إثنين من أمناء الخزانة تحت إمرة هذا الملك: شخص آخر يُدعى لبي و رهيو-رجر-سن. ويمكن التعرف على أثنين من كبير الخدم الملكيين، هما مكت-رع وسوبك-نخت.

## هرمه
أقام أمنمحات الأول لنفسه هرم بالقرب من مدخل اللشت الفيوم وتدل أعمال الحفر التي قامت في تلك الجهة على أن التصميم الأول للهرم ومعبده كان ضخمًا جدٍّا.فقد أقام هرمه بنفس طريقة أهرامات الأسرة الخامسة والسادسة، حيث تم تبطين قلب الهرم تبطيناً خشناً بغطاء رقيق من الحجر الجيري الناعم.
«يتكون قلب الهرم من كتل صغيرة خشنة من الحجر الجيري مع حشو فضفاض من الرمال، والحطام، والطوب اللبن. ولعل الميزة الأكثر بروزاً في هذا الهرم هو إحتوائه على بقايا كتل مزخرفة من النقوش البارزة المأخوذة من آثار الدولة القديمة - أغلبها مأخوذ من الطرق الصاعدة للأهرامات والمعابد، ومنها ما هو خاص بهرم خوفو. أما الكتل الجرانيتية المأخوذة من المجمع الهرمي لخفرع فتم إستخدامها في بناء وتبطين الممر المنحدر لهرم أمنمحات الأول. ولا يمكننا إلا إستنتاج أنه تم جمعهم من سقارة والجيزة وإحضارهم إلى اللشت ليتم دمجهم في الهرم نظراً لفاعليتهم الروحية.»
لقد إنهار قلب المبنى عندما تم نزع طبقة الحجر الجيري الخارجية من عليه. فالهرم والمعبد قد تم إستخدامهم كمصدر مادي لحرق الجير، ولذلك لم يتبقى منه إلا كميات صغيرة حالياً.

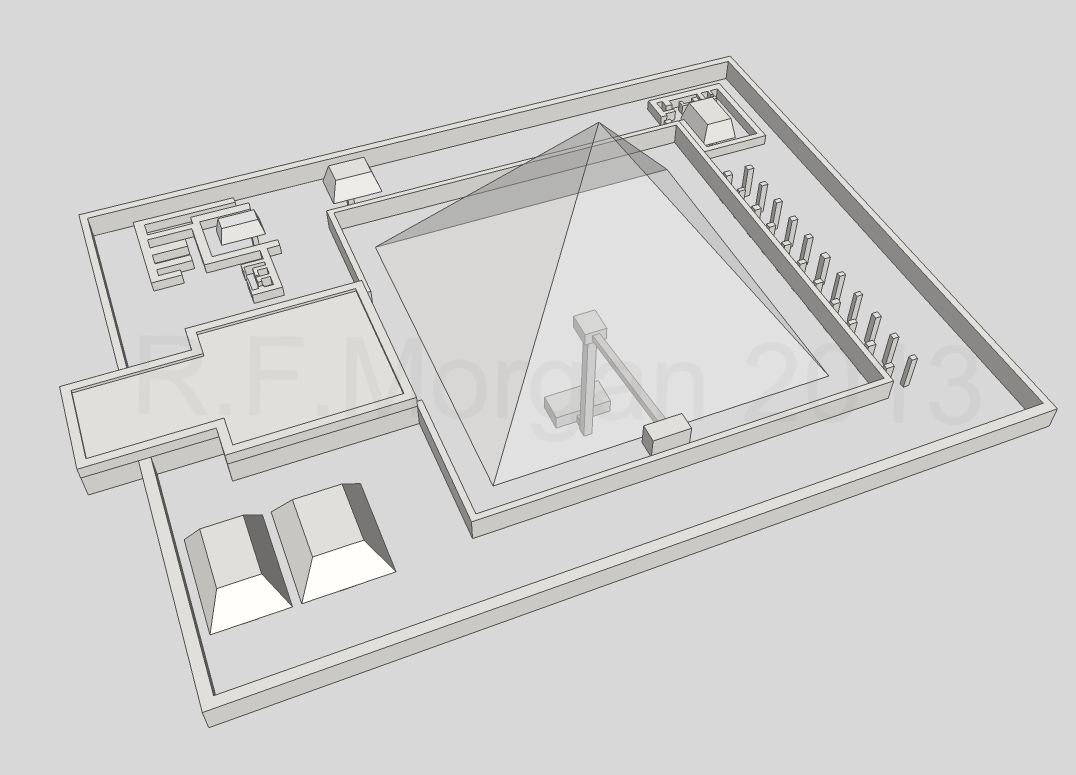
صورة أيزومترية للمجمع الهرمي مأخوذة من نموذج ثلاثي الأبعاد

إن أهرامات الدولة الوسطى قد تم بنائها بالقرب من نهر النيل، ولذلك توجد حجرة دفن أمنمحات الأول حالياً تحت المياه نظراً لأن نهر النيل قد غير مساره. ويحتوي المجمع الهرمي على جدار داخلي مصنوع من الحجر الجيري وجدار خارجي مصنوع من الطوب اللبن؛ وتم دفن أفراد العائلة الملكية بين هذين الجدارين. فيوجد هناك عدد من المقابر على شكل مصاطب بين الجدارين و 22 بئر دفن في الجانب الغربي من الهرم
إن سنوسرت الأول قد سار أيضاً على خطى والده في بناء هرمه باللشت، مما يمثل إنعكاسا لصيقاً لأهرامات الأسرة السادسة تعدى من خلاله ما حاول أمنمحات الأول تحقيقه. إلا أن أمنمحات الثاني حفيد أمنمحات الأول قد كسر هذه القاعدة.

## رواية الإغتيال
يوجد عملين أدبيين يعود تاريخهما إلى نهاية عهد أمنمحات الأول يعطيان صورة عن طريقة وفاته. أولهما هي وصايا أمنمحات التي على ما يبدو كانت نصائح يعطيها الملك المتوفي إلى إبنه من خلال حلم يراه سنوسرت الأول في المنام. فنجد فقرة الملك أمنمحات الأول وهو يخبره فيها قصة وفاته في سياق التحذير من الإفراط في علاقات المودة مع الرعية - كصورة من صور الدعم والنصيحة - كما يلي:
كان ذلك بعد العشاء، عندما حل الظلام، وبعد أن قضيت ساعة من السعادة. كنت مستلقي ناعساً على سريري، بعد أن أصبحت مرهقاً، وقد بدأ قلبي في متابعة النوم. وعندما تم رفع الأسلحة أصبحت مثل ثعبان المقابر. فإستيقظت للقتال، ووجدت أن ذلك هجوم من الحُراس. ولولا أنني لم أتمكن من الإسراع في حمل السلاح في يدي لأجبرت هذه الحثالة على الفرار هرباً بعملتهم. إلا أنه لا يوجد جباراً في فترة الليل، ولا يوجد من يستطيع القتال بمفرده؛ ولن يتأتي النجاح بدون مساعدة. أنظر كيف حدثت أصابتي بينما كنت أفتقدك، في الوقت الذي لم تكن الحاشية قد سمعت بعد بنبأ تسليمي (السلطة) لك حيث أنني لم أكن قد جلست معك بعد لأتمكن من تقديم المشورة لك؛ فلم يسعنى التخطيط لمواجهة (تلك الخيانة)، ولم أتوقعها، ولم يفكر قلبي في إهمال الخدم.
تشير هذه الفقرة إلى المؤامرة التي قُتل فيها أمنمحات الأول على يد حراسه، وذلك في الوقت الذي كان فيه إبنه وشريكه في الحكم سنوسرت الأول على رأس حملة عسكرية في ليبيا. والرواية الثانية التي تسرد الأحداث التي تلت عملية الإغتيال نجدها في قصة سنوهي، وهو نص مشهور من نصوص الأدب المصري القديم:
العام الثلاثون، الشهر الثالث من موسم الفيضان، اليوم السابع: الإله قد صعد إلى أفقه، والملك سحتب-إب-رع ملك مصر العليا والسفلى قد ذهب عالياً إلى السماء وأصبح متحداً مع قرص الشمس، وإندمج فيه طرف الإله الذي خلقه؛ بينما أصبح مقر (العرش) في سكون، فإن القلوب كانت في حالة حداد، وأُغلقت الأبواب، وجثمت الحاشية رؤوسهم على مفاصل أقدامهم، وإكتئبت الأعيان. فالآن جلالته قد أرسل جيشاً إلى أرض «التمحو» (ليبيا)، وإبنه الأكبر الإله الطيب سنوسرت قائداً عليها. وقد تم إرسالة ليقصم ظهر البلاد الأجنبية، ويأسر سكان أرض التحنو، وبالفعل هو الآن كان عائداً يحمل أسرى أرض التحنو وكل أنواع الماشية التي لا حصر لها. وتم إرسال أصحاب القصر إلى الجانب الغربي لإضطلاع ابن الملك على الوضع الذي تصاعد في المنازل الملكية، وقد وجده الرسل على الطريق، ووصلوا إليه ليلاً. فلم يتوانى لحظة، وإنطلق الصقر مع مرافقيه بدون أن يسمح لجيشه بمعرفة الأمر. إلا أن أبناء الملك الذين رافقوه في هذا الجيش قد تم إستدعاء (حضورهم إلى القصر الملكي)، وأحدهم قد تم الإرسال في طلبه (للمثول أمام المحكمة). (...)

## الخلافة

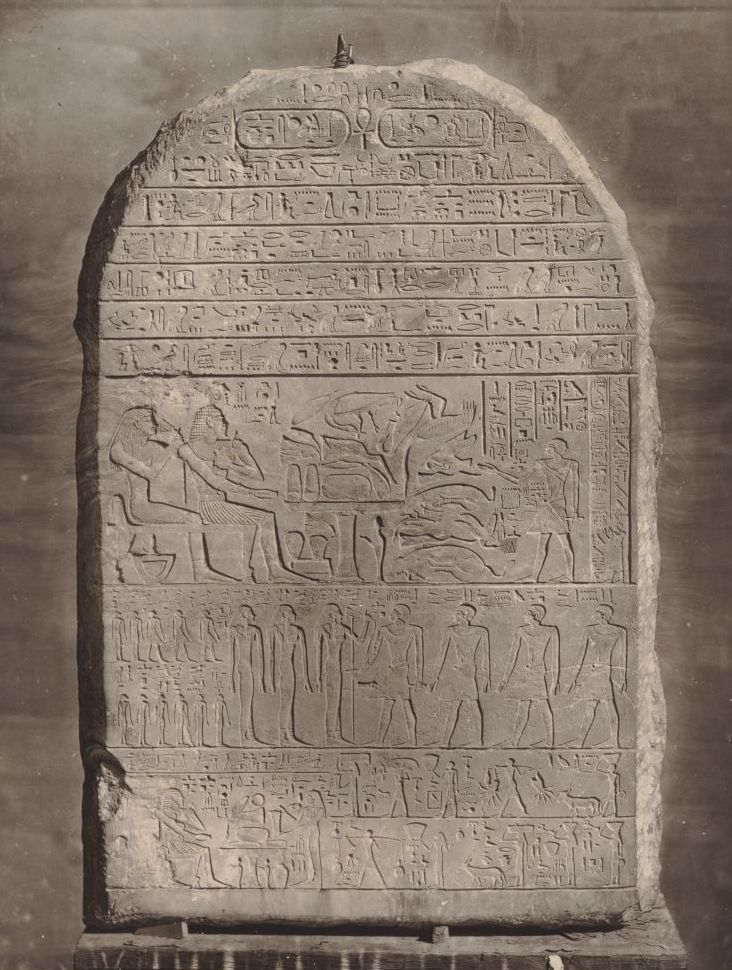
لوحة مزدوجة التاريخ برقم CG 20516

يُعتبر أمنمحات الأول أول ملك من ملوك مصر إشترك معه في الحكم إبنه سنوسرت الأول. فيوجد لوحة مزدوجة التاريخ تم العثور عليها في أبيدوس وهي الآن في المتحف المصري تحت رقم (CG 20516) مُؤرخة في العام الثلاثين والعام العاشر من حكم أمنمحات الأول وسنوسرت الأول على التوالي، وبذلك تثبت أن سنوسرت الأول أصبح وصياً على العرش في العام العشرين من حكم أمنمحات الأول.

## الإقتباسات الحديثة
إن الكاتب نجيب محفوظ الحائز على جائزة نوبل في الأدب قد أدرج شخصية الملك أمنمحات الأول في إحدى رواياته المنشورة عام 1941 بعنوان «عودة سنوهي». وهذه القصة قد ظهرت في النسخة التي ترجمها إلى الإنجليزية ريموند ستوك عام 2003 من ضمن مجموعة نجيب محفوظ للقصص القصيرة التي عنوانها «أصوات من العالم الآخر». والقصة مبنية بشكل مباشر على «قصة سنوهي»، على الرغم من إضافة تفاصيل مثلث الحب الرومانسي التي تضم أمنمحات الأول وسنوهي ولم تظهر في النسخة الأصلية. كما أن محفوظ قد أدرج أيضاً الملك أمنمحات الأول في روايته عن حكام مصر «أمام العرش». ونجد من خلال هذا العمل أن الكاتب الحاصل على جائزة نوبل جعل الآلهة المصرية القديمة تحاكم حكام البلاد بدايةً من الملك مينا وإنتهاءً بالرئيس أنور السادات.

## عاصمة البلاد
اختار أمنمحات الأول بقعة تبعد نحو 15 ميلًا جنوب منف وهي تقع الآن علي أنقاض اللشت وقد أقام في هذه البقعة مدينة محصنة تحتوي على القصر الفرعوني ومركز القيادة العامة للجيش وقد أطلق على العاصمة الجديدة اسم إيثت-تاوي ومعناها القابض على الأرضين.

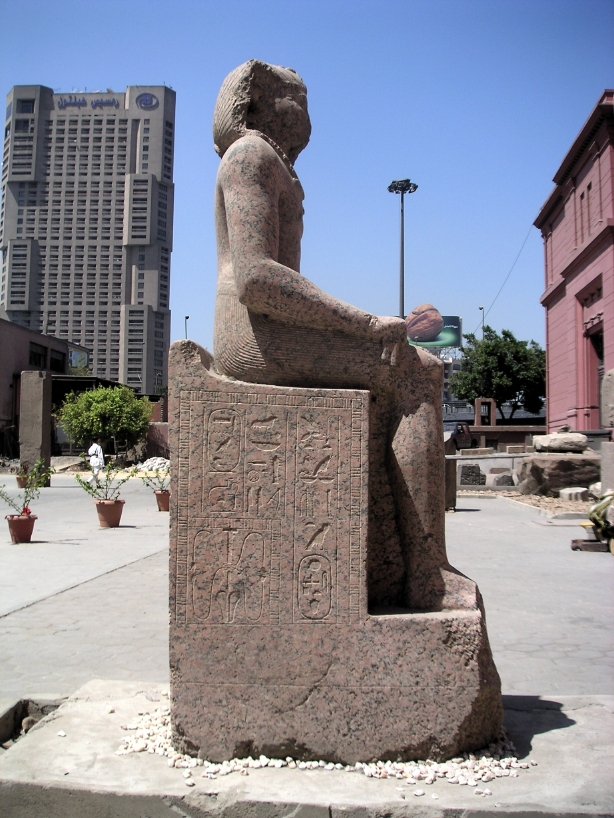
تمثال للملك أمنمحعت الأول، موجود بحديقة المتحف المصري بالقاهرة.

## سياسته الخارجية
هددت بلاد الجوار مصر في ذلك الوقت مما دعا الملك إلى توجيه حملة على النوبة جنوب البلاد ولكنه لم يحتفظ بمكاسبه على الأرض. كما توجد أدلة على إرساله الحملات على الليبيين غرب البلاد وإقامة ما أسموه حائط الأمير أو أسوار امنمحات المبجل وكانت على هيئة عدة حصون منفردة.

## وصايا أمنمحات

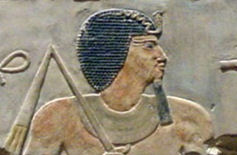
نقش بارز للفرعون أمنمحات الأول أمام آلهة مصر، من معبده الجنائزي في اللشت.

وصايا أمنمحات هي أحد الأعمال الأدبية الشعرية المصرية القديمة التي كتبت في بداية عصر الدولة الوسطى. القصيدة تأخذ شكل مونولوج درامي، حيث ألقاها شبح الفرعون المقتول أمنمحات الأول لابنه سنوسرت الأول. تصف القصيدة المؤامرة التي قُتل فيها أمنمحات، ويأمر ابنه بألا يثق في أحد. تمثل القصيدة نوع من الاعتذار عن أفعال عهد الملك القديم، وتنتهي بتوصية سنوسرت بأن يرث العرش ويحكم بحكمة بدلاً من أبيه.
يتحدث أمنمحات الأول عن رسالة صادقة لابنه يقول:
| أمنمحات الأول                      | أنت يا من ظهرت إلهًا (أصبحت ملكًا) أصغ لما سألقيه عليك حتى تصير ملكًا على البلاد وحاكمًا على شواطئ النهر، وحتى يمكنك أن تفعل الخير خذ الحذر من مرءوسيك؛ لأن الناس يصغون لمن يرهبهم، ولا تقتربن منهم على انفراد، ولا تثقن بأخ، ولا تعرفن لنفسك صديقًا، ولا تصطفين لك خلانًا؛ لأن ذلك لا فائدة منه. | أمنمحات الأول |
| — أمنمحات الأول لأبنه سنوسرت الأول | |               |

وبعد ذلك ينتقل الملك إلى نصح ابنه بألا يتكل على أحد آخر في أن يحافظ قال:
| أمنمحات الأول                      | وعندما تكون نائمًا كن الحارس لشخصك حرصًا على قلبك؛ لأن الرجل لا صديق له في يوم الشدة، فإني قد أعطيت الفقير، وعلمت اليتيم، وجعلت من لا ثروة له مثل صاحب الثراء، وقد كان آكل خبزي هو الذي جنَّد الجنود ضدي، والرجل الذي مددت له يد المساعدة هو الذي أحدث لي بها المتاعب، والذين يرتدون فاخر كتَّاني عاملوني كالذين في حاجة إليه، والناس الذين يتضمخون بعطوري قد لوثوا أنفسهم وهم يستعملونه بخيانتي | أمنمحات الأول |
| — أمنمحات الأول لأبنه سنوسرت الأول | |               |

ويري أمنمحات أن الإنسان لا يمكنه أن يصل إلى السعادة الحقيقية إلا بالمعرفة فيقول:
| أمنمحات الأول                      | وأنتم يا نسلي من الأحياء ويا من سيخلفونني من الناس؛ اعملوا على أن تكون أحزاني كأنها أشياء لم يسمع بها، وكذلك اجعلوا ما قمت به من عظيم الأعمال الحربية لا يُرى؛ وذلك لأن الإنسان يحارب في ساحة الوغى وقد نسي ما جري بالأمس، ومع ذلك فإن الإنسان الذي يتناسى العلم لا تتم له سعادة. | أمنمحات الأول |
| — أمنمحات الأول لأبنه سنوسرت الأول | |               |

وينتقل الملك بعد ذلك إلى وصف الحالة التي كان عليها حينما هاجمه المتآمرون فيقول:
| أمنمحات الأول                      | لقد كان ذلك بعد العشاء حينما دخل الليل، وكنت أخذت ساعة من الراحة واضطجعت على سريري، وكنت متعبًا وأخذ قلبي يجدُّ وراء النوم، ثم شعرت كأن أسلحة تلوح، وكأن إنسانًا يسأل عني، فانقلبت كأني ثعبان الصحراء وقد استيقظت على صوت الحرب، وكنت وحيدًا ووجدت أنها حرب جنود، ولو كنت أسعفت بالسلاح في يدي لكنت قد شتت شمل المخنثين شذر مزر؛ ولكن لا شجاع في الليل، ولا يمكن أن يحارب الإنسان وحيدًا؛ إذ لا نصربدون معين | أمنمحات الأول |
| — أمنمحات الأول لأبنه سنوسرت الأول | |               |

## وصلات خارجية
- Ancient-Egypt.org
- أمنمحات، أوجه التشابه بين وصايا أمنمحات ووصايا الأمير مكيافيلي.
- حتشبسوت: من منصب الأميرة إلى منصب الملكة، كتالوج معروضات من متحف المتروبوليتان للفنون (متاح كلياً عبر الأنترنت بصيغة pdf)، الذي يحتوي على مادة عرض متحفي للملك أمنمحات الأول (انظر الفهرس)